# Пол, Габриэль
Габриэль Рене Пол(ь) (англ. Gabriel René Paul; 22 марта 1813 — 5 мая 1886) — кадровый американский военный, бригадный генерал армии Союза во время гражданской войны в США. Известен в основном своим участием в сражении при Геттисберге.

## Ранние годы
Габриэль Пол родился в мисурийском Сент-Луисе, в семье Луи Рене Поля (офицера армии Наполеона) и Марии-Терезы Эли Шуто, и был по матери внуком основателя города, Рене Огюста Шуто. В 1829 году он поступил в военную академию Вест-Пойнт, которую окончил 18-м по успеваемости в выпуске 1834 года, и был определён временным вторым лейтенантом в 7-й пехотный полк. С 1834 по 1836 год служил в форте Гибсон на Индейской территории и 4 декабря 1834 года получил постоянное звание второго лейтенанта.
26 октября 1836 года получил звание первого лейтенанта.
В 1839—1840 годах участвовал в Семинольских войнах, впоследствии служил в Новом Орлеане, а в 1946 году принял участие в мексиканской войне. 19 апреля 1846 года Пол получил звание капитана. Участвовал в сражении при Монтерей, осаде Веракруса, был ранен в сражении при Серро-Гордо, но остался в строю и участвовал в сражении при Контрерас, при Чурубуско, при Молино-дель-Рей, а 13 сентября 1847 года отличился при штурме Чапультепека, за что получил временное звание майора.
В 1850 году Пол служил в форте Ливенворт, затем на фронтире в Техасе и в 1852 году участвовал в экспедиции на Рио-Гранде. 22 апреля 1861 года пол получил постоянное звание майора 7-го пехотного полка.

## Гражданская война
Когда началась война, Пол служил на Западе. Он стал генеральным инспектором департамента Нью-Мексико и 9 декабря 1861 года получил звание полковника добровольческой армии США и возглавил 4-й Нью-Мексиканский полк. С 13 декабря 1861 по март 1862 года командовал фортом Юнион, с марта по сентябрь 1862 года руководил южным военным дистриктом Нью-Мексико. 25 апреля 1862 года получил звание подполковника регулярной армии, а 5 сентября - звание бригадного генерала Добровольческой армии.
14 октября Пол принял командование бригадой Марсены Патрика, которая состояла из четырёх полков:
- 21-й Нью-Йоркский пехотный полк: полк. Уильям Роджерс
- 23-й Нью-Йоркский пехотный полк: полк. Генри Хоффман
- 35-й Нью-Йоркский пехотный полк: полк. Ньютон Лорд
- 80-й Нью-Йоркский пехотный полк (20-й милицейский): подп. Теодор Гейтс

В январе 1862 года бригаду Пола перевели в распоряжение тыловой полиции, а сам он возглавил нью-джерсийскую бригаду. Зимой эта бригада стояла в Вашингтоне, а весной её включили в Потомакскую армию как 3-ю бригаду 1-й дивизии (Уодсворта) I корпуса Потомакской армии: 
- 22-й Нью-Джерсийский пехотный полк, полк. Эбрахам Демарест
- 29-й Нью-Джерсийский пехотный полк, полк. Уильям Тейлор
- 30-й Нью-Джерсийский пехотный полк, полк. Джон Кладек
- 31-й Нью-Джерсийский пехотный полк, подп. Роберт Хонейман
- 137-й Пенсильванский пехотный полк, полк. Джозеф Кидду

Эта бригада участвовала в сражении при Чанселорсвилле, после чего была расформирована, а Пол возглавил 1-ю бригаду 2-й дивизии (Робинсона) того же корпуса. Эта бригада к началу Геттисбергской кампании насчитывала примерно 1500 человек и состояла из пяти полков:
- 16-й Мэнский полк: полковник Чарльз Тилден
- 13-й Мессачусеттский полк: полковник Самуэль Леонард
- 94-й Нью-Йоркский полк: полковник Адриан Рут
- 104-й Нью-Йоркский полк: полковник Гилберт Прей
- 107-й Пенсильванский полк: подполковник Джеймс Томсон

Дивизия Робинсона прибыла на поле боя при Геттисберге днём 1 июля 1863 года. Первой пришла бригада Генри Бакстера и заняла позицию на правом фланге I корпуса. Здесь она отбила атаку дивизии Роберта Роудса, после чего около 15:00 была отведена, а на её место пришла бригада Пола. Фактически командование на поле боя осуществлял дивизионный генерал Робинсон.
В самом начале перестрелки, когда Пол находился за линией 104-го Нью-Йоркского полка, случайная пуля попала ему в правый висок и вышла через левую глазницу. Его ранение оставило бригаду неуправляемой; полковник Прей спросил у Робинсона, кто теперь главный, на что Робинсон попросил найти полковников Рута или Леонарда, но так как их не нашли, то он вручил командование Прею. Вскоре появился Леонард, но был сразу же ранен, затем появился полковник Рут, но и он вскоре получил ранение.
Из-за ранения Пол полностью лишился зрения. 16 февраля 1865 года он покинул полевую армию в звании бригадного генерала добровольческой армии ввиду непригодности к службе. 23 февраля ему присвоили временное звание бригадного генерала регулярной армии за Геттисберг. 1 сентября 1866 года Пол уволился из Добровольческой армии.

## Послевоенная деятельность
Несмотря на полное отсутствие зрения, Пол прожил до 1886 года и умер в Вашингтоне. Его похоронили на Арлингтонском кладбище. 10 декабря 1886 года члены организации «Великая армия Республики» установили монумент на его могиле.